# Hans-Jochen Vogel
Hans-Jochen Vogel (født 3. februar 1926 i Göttingen, død 26. juli 2020 i München) var en tysk politiker, der repræsenterede SPD.
Efter folkeskolen kom han ind i militæret og var soldat under de sidste par år af 2. verdenskrig. Han læste efterfølgende jura i Marburg og München 1946-1948. I 1950 blev han dr.jur. og arbejdede derefter bl.a. som assessor i delstaten Bayerns justitsministerium.
I 1960-1972 var han overborgmester i München, og efter valget til Bundestag i 1972 blev han minister for regional planlægning, byggeri og byudvikling. Fra 1974 til 1981 var han justitsminister, men trådte tilbage, da han i januar 1981 blev valgt som borgmester i Vestberlin. Han tabte imidlertid valget i juni samme år til Richard von Weizsäcker fra CDU. I 1983 stillede han op til kanslervalget, men tabte. Han blev imidlertid atter valgt til Bundestag og blev leder af den socialdemokratiske gruppe, hvilket han var til 1991. I 1987 overtog han posten som formand for SPD fra Willy Brandt. I 1991 trådte han tilbage som partiformand.
Hans-Jochen Vogel var storebror til CDU-politikeren Bernhard Vogel, der i mange år var ministerpræsident i Rheinland-Pfalz og Thüringen.